# Fülöp-szigeteki törpejégmadár
A Fülöp-szigeteki törpejégmadár (Ceyx melanurus) a madarak osztályának szalakótaalakúak (Coraciiformes)  rendjébe és a jégmadárfélék (Alcedinidae) családjába tartozó faj.

## Rendszerezése
A fajt Johann Jakob Kaup német természettudós írta le 1848-ban, az Alcedo nembe Alcedo melanura néven.

## Alfajai
- Ceyx melanurus melanurus (Kaup, 1848) - Luzon, Polillo, Alabat és Catanduanes (a Fülöp-szigetek északi szigetei)
- Ceyx melanurus samarensis (Steere, 1890) - Samar és Leyte (a Fülöp-szigetek középső szigetei)
- Ceyx melanurus mindanensis (Steere, 1890) - Mindanao és Basilan (a Fülöp-szigetek déli szigetei) [2]

## Előfordulása
A Fülöp-szigetek területén honos. A természetes élőhelye szubtrópusi és trópusi síkvidéki esőerdők, ahol vízfolyások és kis patakok vannak.

## Megjelenés
Testhossza 12 centiméter, testtömege 16,4 gramm.

## Külső hivatkozás
- Képek az interneten a fajról